# 曾昭娟
曾昭娟（1966年11月—），河北青县人，中国评剧表演艺术家。天津评剧院副院长，中国戏剧梅花奖二度梅获得者。